# Quint Marci Rex (cònsol 68 aC)
Quint Marci Rex (en llatí: Quintus Marcius Q. f. Q. n. Rex) va ser un magistrat romà net d'un altre Quint Marci Rex, cònsol el 118 aC. Estava casat amb Clàudia, germana de Publi Clodi Pulcre.
Va ser cònsol l'any 68 aC amb Luci Cecili Metel, que va morir al començar a exercir el càrrec, i no van elegir ningú al seu lloc. Els fastos assenyalen que solus consulatum gessit ('va exercir ell sol el consolat'). L'any següent va ser procònsol a Cilícia i va refusar ajudar a Luci Licini Lucul, per recomanació del seu cunyat Publi Clodi Pulcre, enemistat amb el general.
L'any 66 aC va lliurar la província i el seu exèrcit a Gneu Pompeu d'acord amb la llei Manília. En tornar a Roma va demanar els honors del triomf i com que no li'ls concedien va restar fora de la ciutat a l'espera, i encara era a la rodalia el 63 aC, quan va esclatar la conspiració de Catilina; el senat li va ordenar anar a Fèsules per vigilar els moviments de Gai Mal·li, un dels generals catilinaris. El general va enviar una proposta de pau a Marci, però aquest li va exigir la rendició.
Va morir abans del 61 aC i va deixar una herència reduïda.